# جانور (فیلم ۲۰۱۱)
جانور (به انگلیسی: Creature) یک فیلم سینمایی آمریکایی ترسناک و فیلم هیولایی محصول سال ۲۰۱۱ میلادی به کارگردانی فرد ام. اندروز، بر پایه فیلمنامه‌ای است که توسط اندروز و تریسی مورس نوشته شده‌است. این فیلم در لوئیزیانا بایو ساخته شده‌است جایی که گروهی از دوستان یک افسانه محلی را کشف می‌کنند و برای بقا خود در حال جنگ هستند.
این فیلم در تاریخ ۹ سپتامبر ۲۰۱۱ در آمریکا و کانادا در سینماها به نمایش درآمد.

## بازیگران
- مکاد بروکس ... نیلز، یکی از کارکنان پیشین نیروی دریایی که کارش را ترک کرد تا در کنار امیلی باشند.
- سریندا سوان ... امیلی، دوست‌دختر نیلز و یک دختر سرسخت.
- دیلان کیسی ... اسکار، پسر شوپر و برادر کارن، شوخ و جستجوگر.
- لورن اشنایدر ... کارن، خواهر دوست‌داشتنی سخت و سرگرم‌کننده به اسکار و دختر هلی کوپتر.
- آماندا فولر ... بث، دختری زیبا و خوش‌سخن و دوست‌دختر رندی است که توسط لاکجاو گرفته شده‌است.
- آرون هیل ... رندی، برادر امیلی، یک سرباز پیاده‌نظام و سختگیر تفنگداران دریایی ایالات متحده است.
- پروییت تیلور وینس ... گروور
- دنیل برنهارت ... گریملی / لاکجو، مردی وحشی نیمه تمساح وحشی شد که از گوشت انسان تغذیه می‌کند.
- سید هیگ ... هلی کوپتر، رهبر فرقه و مردسالار لاکجاو به قبیله خود.
- جنیفر لین در نقش اوفلیا[۲][۳][۴]